# Elecciones al Parlamento Vasco de 2024
El domingo 21 de abril de 2024 se celebraron elecciones al Parlamento Vasco para elegir a los 75 diputados de la XIII legislatura del País Vasco.

## Sistema electoral
Las elecciones al Parlamento Vasco reparten un total de 75 escaños y se aplica un régimen electoral basado en cuatro aspectos:
- Circunscripción provincial plurinominal.
- Sistema D'Hondt, como sistema de reparto de escaños.
- Barrera electoral provincial del 3% de los votos válidos (suma de votos a candidatura y votos en blanco).
- Lista electoral cerrada y bloqueada cumpliendo la proporción de dos personas de cada sexo por cada cinco puestos.

La ley electoral autonómica establece que cada circunscripción elige veinticinco parlamentarios, independientemente de la población de cada territorio. El reparto de escaños resulta ser el siguiente:
| Reparto de escaños en el País Vasco  |      |            |            |            |
| País Vasco 2.199.711 hab. 75 escaños | T.H. | Vizcaya    | Guipúzcoa  | Álava      |
| País Vasco 2.199.711 hab. 75 escaños | Pob. | 950.564    | 584.906    | 258.846    |
| País Vasco 2.199.711 hab. 75 escaños | Esc. | 25 escaños | 25 escaños | 25 escaños |
| País Vasco 2.199.711 hab. 75 escaños | V/E. | 28.516 V/E | 17.547 V/E | 7.765 V/E  |

## Antecedentes
En las elecciones de 2020 el Lendakari había convocado inicialmente las elecciones para el 5 de abril de 2020. Debido a la pandemia por COVID-19, y la declaración de estado de alarma y la cuarentena nacional decretadas por el gobierno de España, el Lendakari, luego de un acuerdo con todos los grupos políticos del parlamento vasco, decide posponer las elecciones hasta el 12 de julio de 2020. 
| Grupo del Parlamento Vasco (XII legislatura) | Grupo del Parlamento Vasco (XII legislatura)       | Diputados | Partido o Federación | Escaños |
| -------------------------------------------- | -------------------------------------------------- | --------- | -------------------- | ------- |
|                                              | Euzko Alderdi Jeltzalea-Partido Nacionalista Vasco | 31/75     | EAJ-PNV              | 31      |
|                                              | Euskal Herria Bildu                                | 21/75     | EH Bildu             | 21      |
|                                              | Socialistas Vascos-Euskal Sozialistak              | 10/75     | PSE-EE               | 10      |
|                                              | Elkarrekin Podemos                                 | 6/75      | Podemos Euskadi      | 4       |
| Ezker Anitza                                 | Elkarrekin Podemos                                 | 6/75      | 2                    |         |
|                                              | Populares Vascos-Euskal Popularrak                 | 5/75      | PP                   | 5       |
|                                              | Mixto                                              | 2/75      | Vox                  | 1       |
| Ciudadanos                                   | Mixto                                              | 2/75      | 1                    |         |

### Elecciones municipales de 2023
Las elecciones estuvieron marcadas por la pérdida de votos y escaños del PNV debido a la subida de EH Bildu que consiguió la primera posición en número de escaños, la tercera posición fue ocupada por el PSE-EE que perdió un número importante de escaños, en cuarto lugar quedó el PP que logró una subida en votos, pero no en escaños y la última posición de los partidos más grandes fue ocupada por la coalición Elkarrekin Podemos (Podemos Euskadi-Ezker Anitza/IU-Berdeak Equo-Alianza Verde) que tuvo una bajada muy importante en número de votos y escaños. 

### Elecciones generales de 2023
Luego de las elecciones generales de 2023 y la victoria del PP, los partidos nacionalistas vascos, PNV y EH Bildu, ganaron peso para la investidura de un nuevo gobierno. EH Bildu ya había anunciado que su intención, si se llegaba a los escaños necesarios, de votar afirmativamente al candidato del Partido Socialista, Pedro Sánchez, «para evitar el triunfo del bloque reaccionario de PP y Vox» posición que fue reafirmada por el coordinador de EH Bildu, Arnaldo Otegi, dos días después de las elecciones. Por otra parte, el PNV había anunciado en campaña que no pactaría de ninguna manera una investidura de cualquier candidato si Vox estaba dentro de este pacto. Esto llevó al candidato del PP, Alberto Núñez Feijóo, a no lograr ser investido Presidente del Gobierno, al no poder pactar con otro partido que no fuera Vox y dos partidos regionalistas (UPN y CC) que solo tenían un escaño de representación en la Cámara baja. Luego de la investidura fallida del candidato popular, llegó el turno del candidato socialista, Pedro Sánchez, que logró pactar con EH Bildu y el PNV para lograr ser investido presidente. El acuerdo con el PNV fue el traspaso de la gestión económica de la Seguridad Social al Gobierno vasco, el compromiso a acometer todos los traspasos de competencias pendientes del Estatuto de Guernica, así como modificar la legislación para facilitar la desanexión de Usánsolo.

## Candidaturas

### Candidaturas con representación previa
A continuación, se muestra una lista de los principales partidos y alianzas electorales que concurren a las elecciones, ordenados de mayor a menor número de escaños en la legislatura previa a la convocatoria de elecciones.
| Candidatura | Candidatura                                        | Integrantes                                            | Candidato          | Ideología | Escaños |
| ----------- | -------------------------------------------------- | ------------------------------------------------------ | ------------------ | --- | ------- |
|             | Euzko Alderdi Jeltzalea-Partido Nacionalista Vasco | EAJ-PNV                                                | Imanol Pradales    | Centro Ver listaDemocracia cristiana Nacionalismo vasco Socialdemocracia Socioliberalismo Soberanismo Vasquismo Foralismo                     | 31      |
|             | Euskal Herria Bildu                                | EH Bildu                                               | Pello Otxandiano   | Izquierda a extrema izquierda Ver listaNacionalismo vasco Izquierda abertzale Independentismo Soberanismo Progresismo Vasquismo Socialismo    | 21      |
|             | Partido Socialista de Euskadi-Euskadiko Ezkerra    | PSE-EE                                                 | Eneko Andueza      | Centroizquierda Ver listaConstitucionalismo Socialdemocracia Socioliberalismo Progresismo Federalismo Europeísmo Feminismo                    | 10      |
|             | Partido Popular del País Vasco                     | PP                                                     | Javier de Andrés   | Derecha Ver listaDemocracia cristiana Constitucionalismo Conservadurismo Españolismo Europeísmo Liberalismo Foralismo                         | 5       |
|             | Elkarrekin Podemos-Alianza Verde                   | Podemos Euskadi Alianza Verde                          | Miren Gorrotxategi | Izquierda Ver listaPlurinacionalismo Internacionalismo Republicanismo Confederalismo Ecosocialismo Progresismo Feminismo Socialismo           | 4       |
|             | Sumar                                              | Sumar Mugimendua Ezker Anitza Berdeak Equo Más Euskadi | Alba García Martín | Izquierda Ver listaSocialdemocracia Plurinacionalismo Republicanismo Política verde Progresismo Federalismo Europeísmo Feminismo              | 2       |
|             | Vox                                                | Vox                                                    | Amaia Martínez     | Derecha a extrema derecha Ver listaNacionalismo español Ultraconservadurismo Neoliberalismo Monarquismo Españolismo Identitarismo Centralismo | 1       |

### Candidaturas proclamadas
Se presentan 14 formaciones, de las cuales 10 concurren en las tres circunscripciones (PNV, EH Bildu, PSE-EE, Elkarrekin Podemos-AV, PP, Vox, Sumar, Escaños en Blanco, Por un Mundo Más Justo y Pacma). Ongi Etorri se presenta solo por Álava, Izan en Guipúzcoa y Vizcaya, y el Partido Humanista y el Partido Comunista de los Trabajadores de España solo por Vizcaya. Así, en Álava son 11 las candidaturas presentadas; otras 11 en Guipúzcoa y 13 en Vizcaya.
En la siguiente tabla se muestran todas las candidaturas proclamadas para estas elecciones por orden alfabético y sus cabezas de lista en cada una de las circunscripciones.
| Candidatura | Candidatura                                        | Vizcaya             | Guipúzcoa          | Álava                  |
| ----------- | -------------------------------------------------- | ------------------- | ------------------ | ---------------------- |
|             | Elkarrekin Podemos-Alianza Verde                   | Miren Gorrotxategi  | David Soto         | Juan López de Uralde   |
|             | Escaños en Blanco para dejar escaños vacíos        | María Cruz Pascual  | Daniel Lizarralde  | Luis María Ormaetxea   |
|             | Euskal Herria Bildu                                | Ima Garrastatxu     | Nerea Kortajarena  | Pello Otxandiano       |
|             | Euzko Alderdi Jeltzalea-Partido Nacionalista Vasco | Imanol Pradales     | Bakartxo Tejeria   | Joseba Díez            |
|             | Izan                                               | Patxi Xabier Alaña  | María Teresa López | -                      |
|             | Ongi Etorri                                        | -                   | -                  | Ana Holema Davis       |
|             | Partido Animalista Con el Medio Ambiente           | María López Galán   | Asier Esparza      | Laura Ciordia Martínez |
|             | Partido Comunista de los Trabajadores de España    | Sergio Sáenz        | -                  | -                      |
|             | Partido Humanista                                  | José Manuel Vázquez | -                  | -                      |
|             | Partido Popular del País Vasco                     | Esther Martínez     | Muriel Larrea Laso | Javier de Andrés       |
|             | Partido Socialista de Euskadi-Euskadiko Ezkerra    | Eneko Andueza       | Denis Itxaso       | Aroa Jilete            |
|             | Por un Mundo Más Justo                             | José Ignacio Lijó   | Iratxe Hernández   | Rosa María Gómez       |
|             | Sumar                                              | Alba García Martín  | Andeka Larrea      | Jon Hernández          |
|             | Vox                                                | María Pérez         | Andrés Paramio     | Amaia Martínez         |

## Campaña electoral
A continuación se muestra una galería de imágenes con diversos momentos destacados de la campaña electoral de estas elecciones.

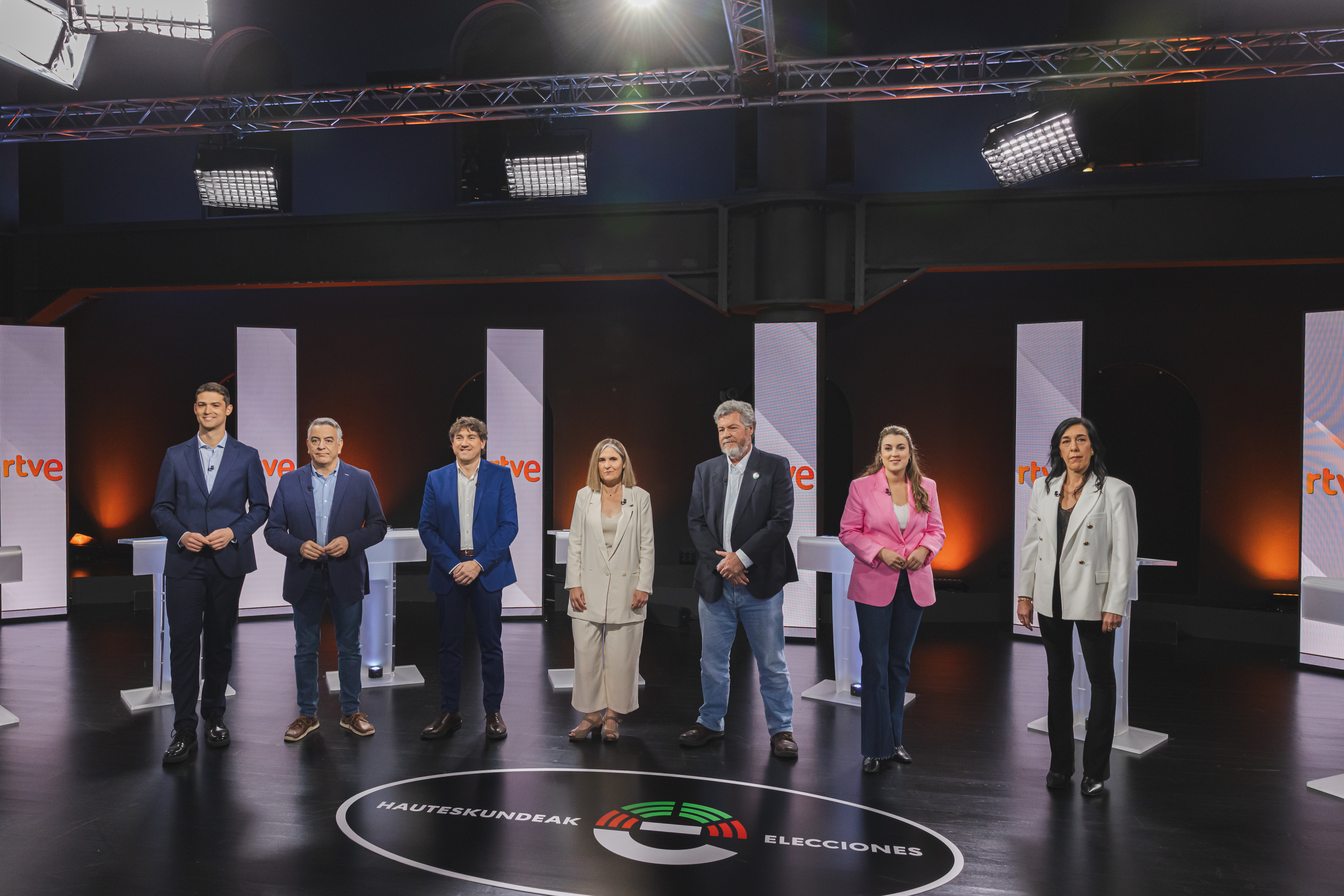
Debate electoral del día 10 de abril de 2024 en RTVE.
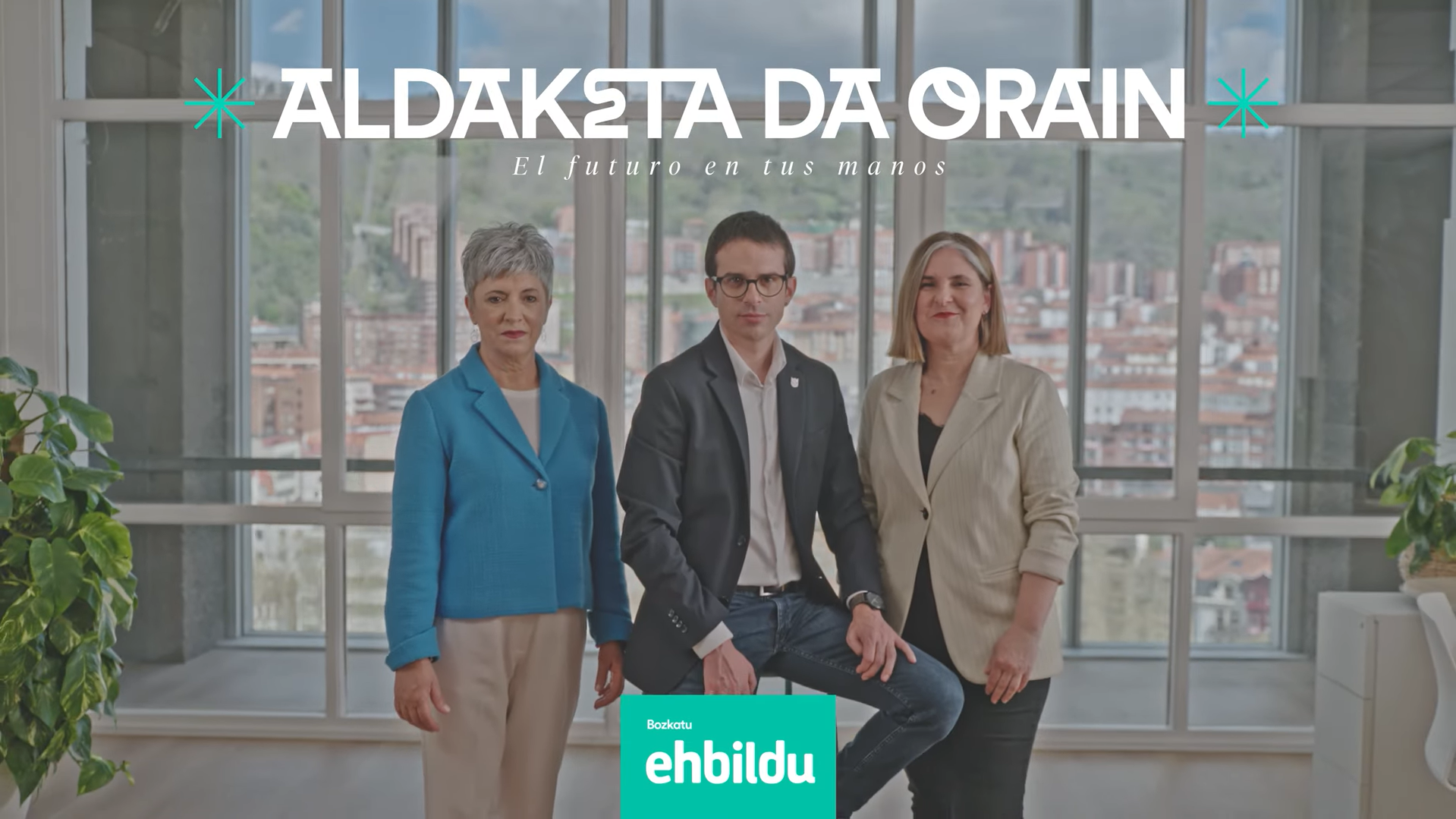
Imagen utilizada en el spot electoral de EH Bildu.
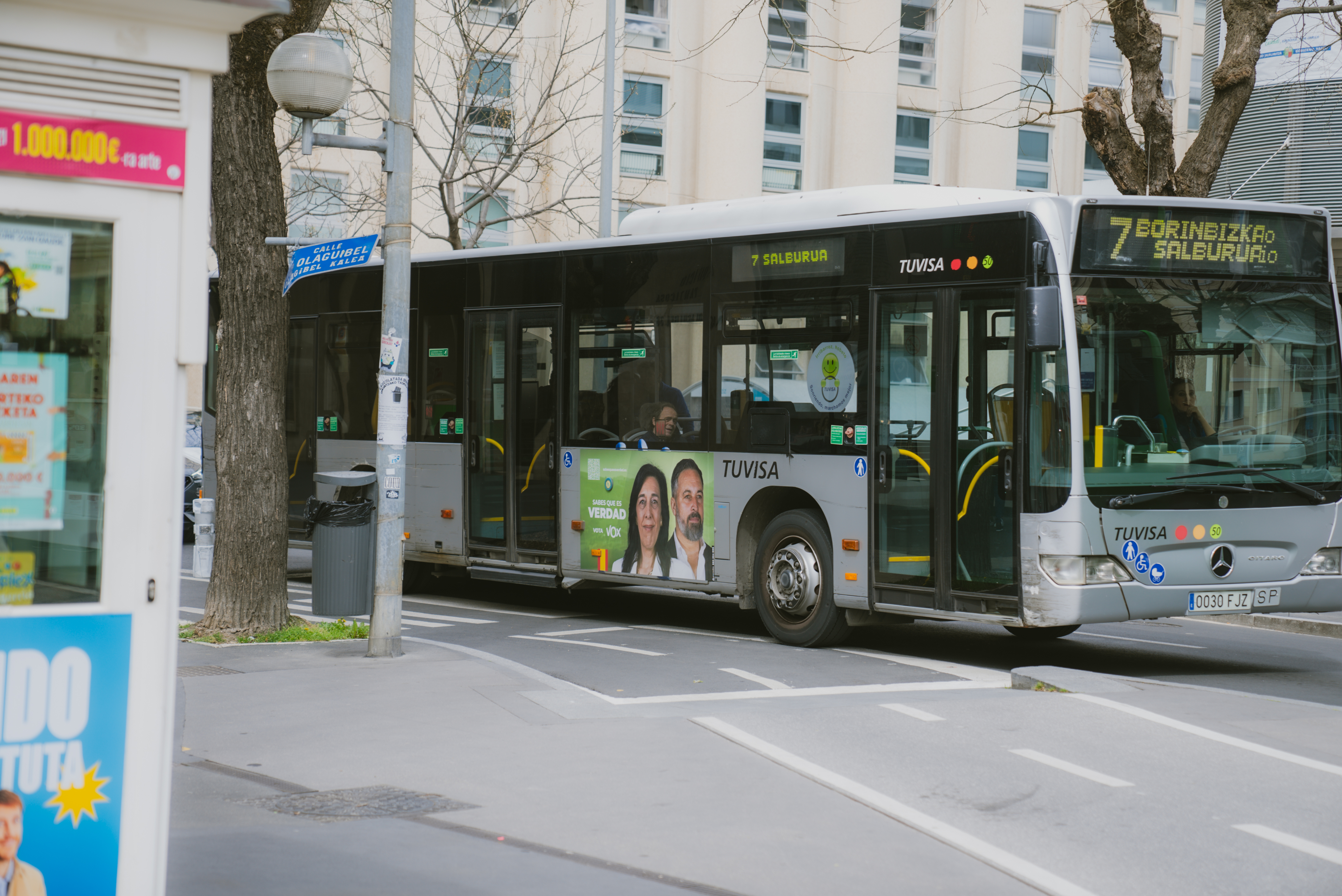
Cartel utilizado por Vox para la campaña electoral en un autobús en Vitoria.
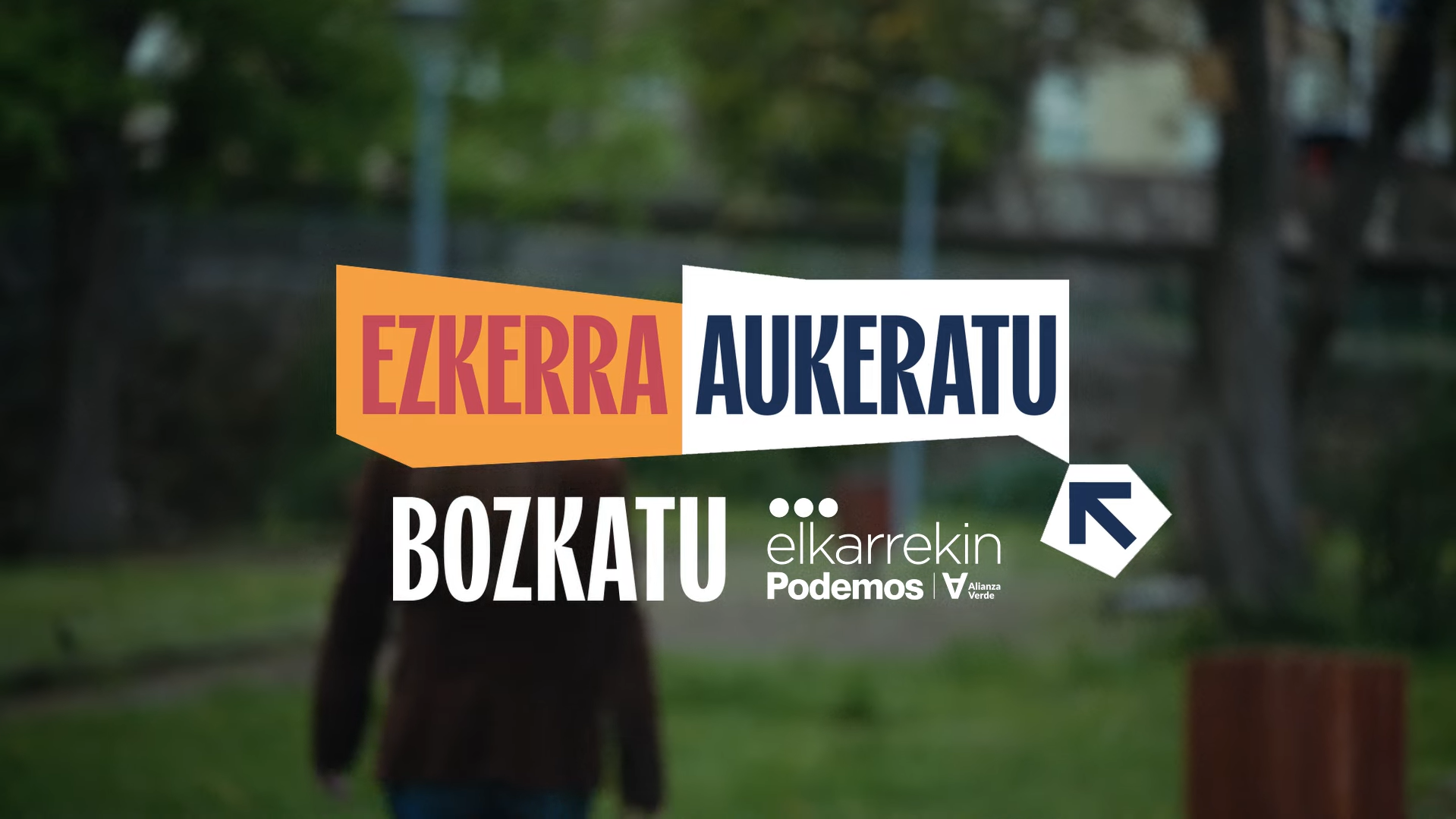
Logo con la candidata de fondo utilizada en el spot electoral de Elkarrekin Podemos.
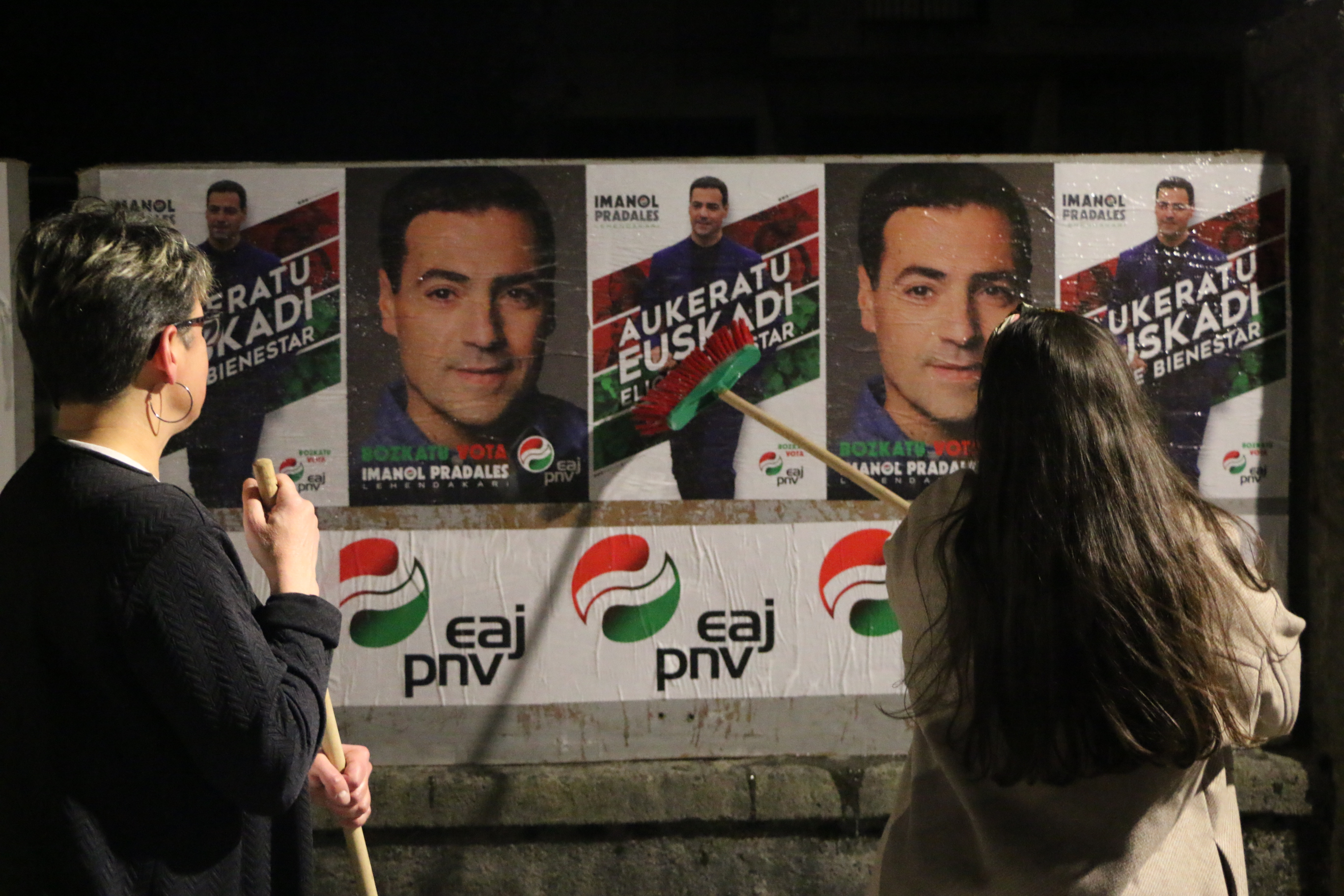
Dos mujeres pegando el cartel electoral del PNV en San Sebastián.
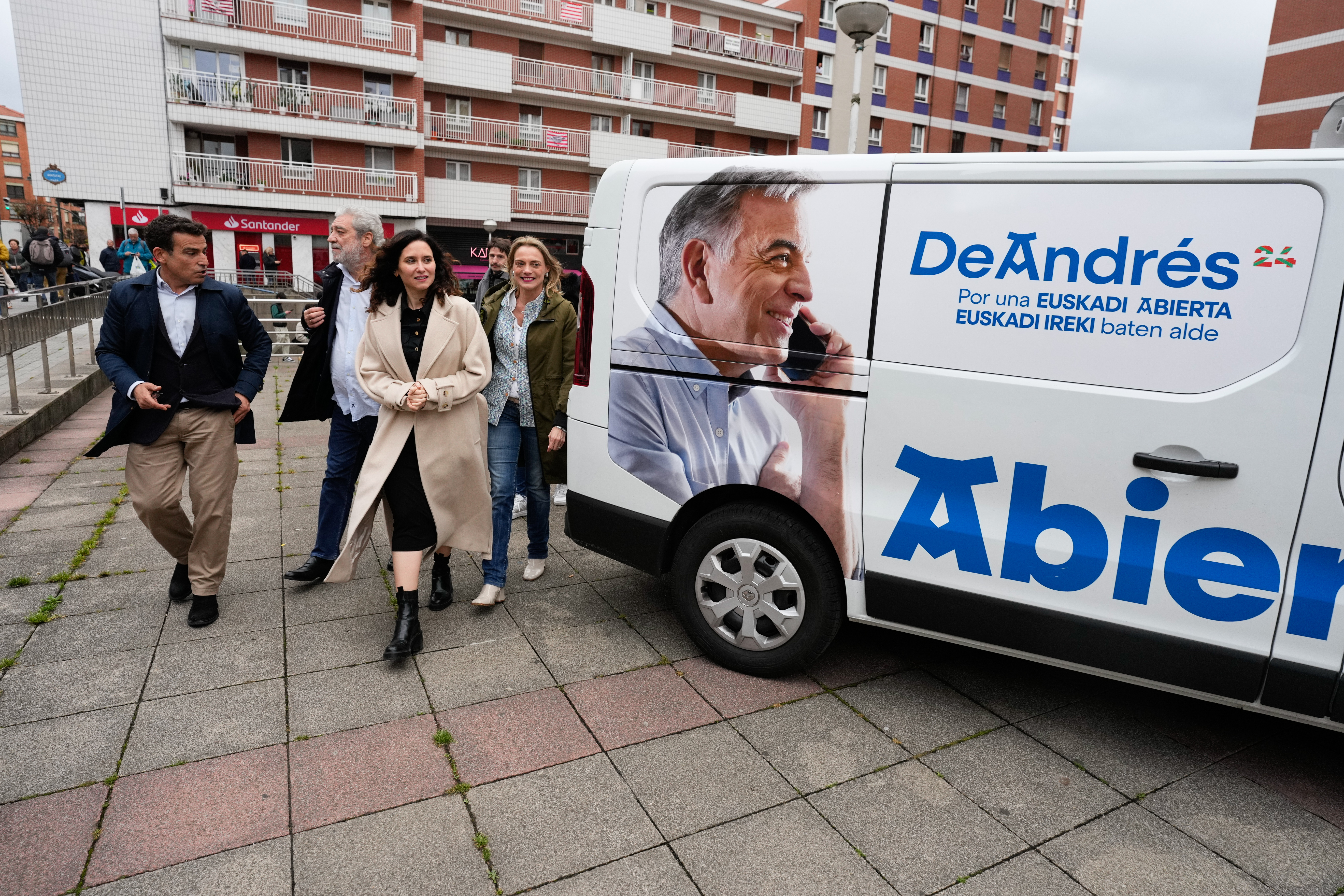
Díaz Ayuso junto a una furgoneta electoral en Vizcaya.
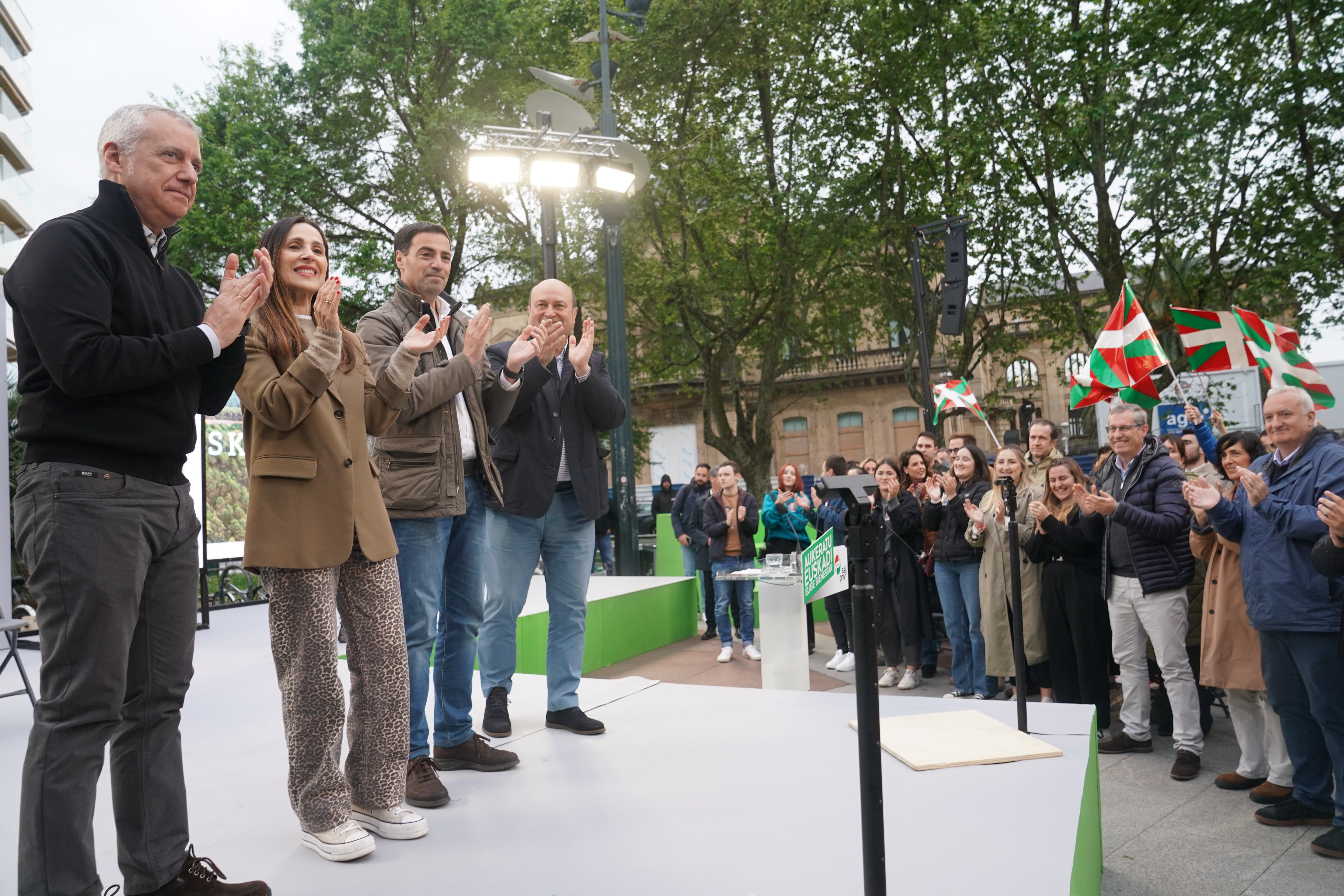
Mitin del PNV-EAJ
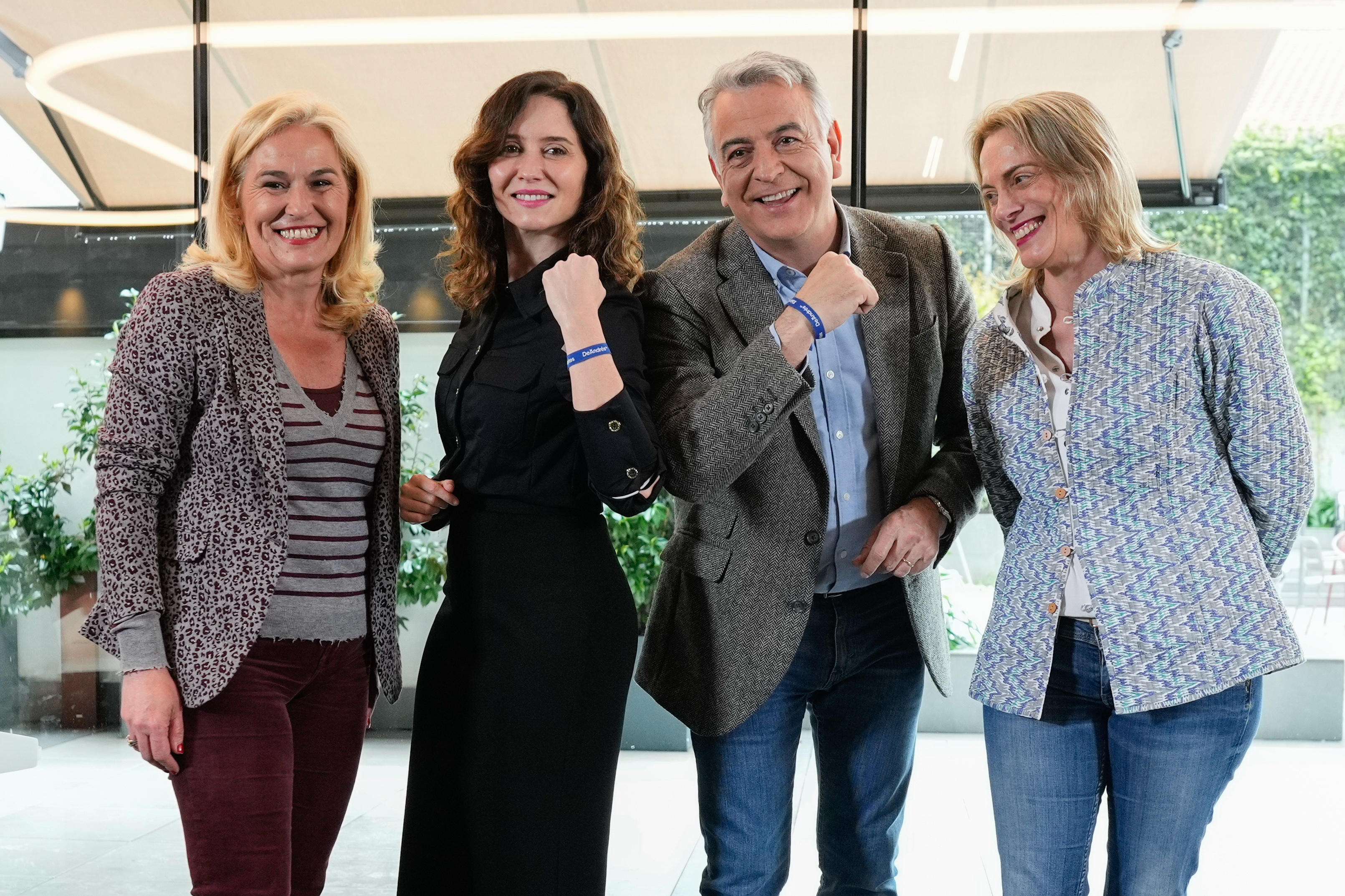
Mitin del PP.
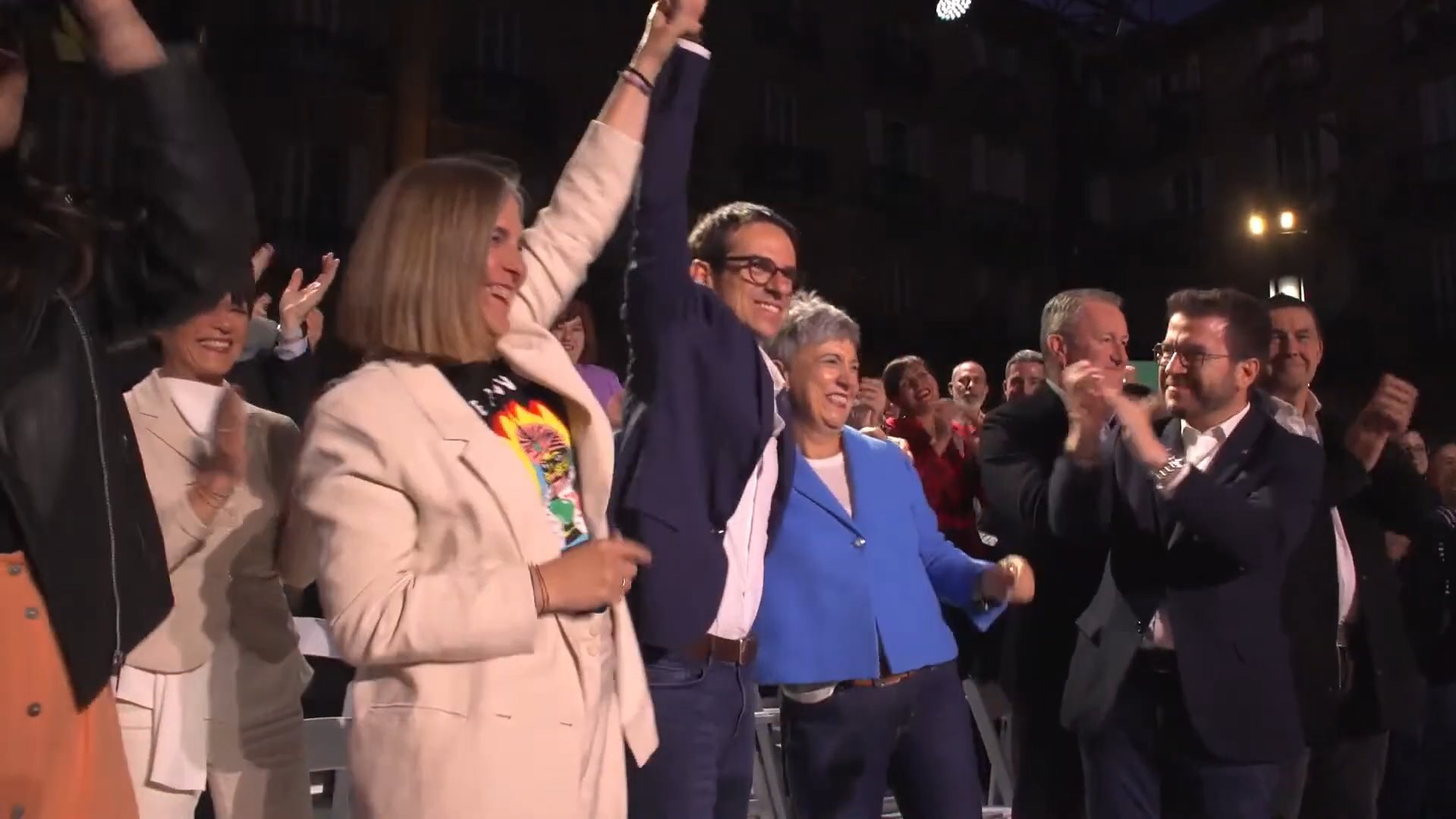
Mitin de EH Bildu
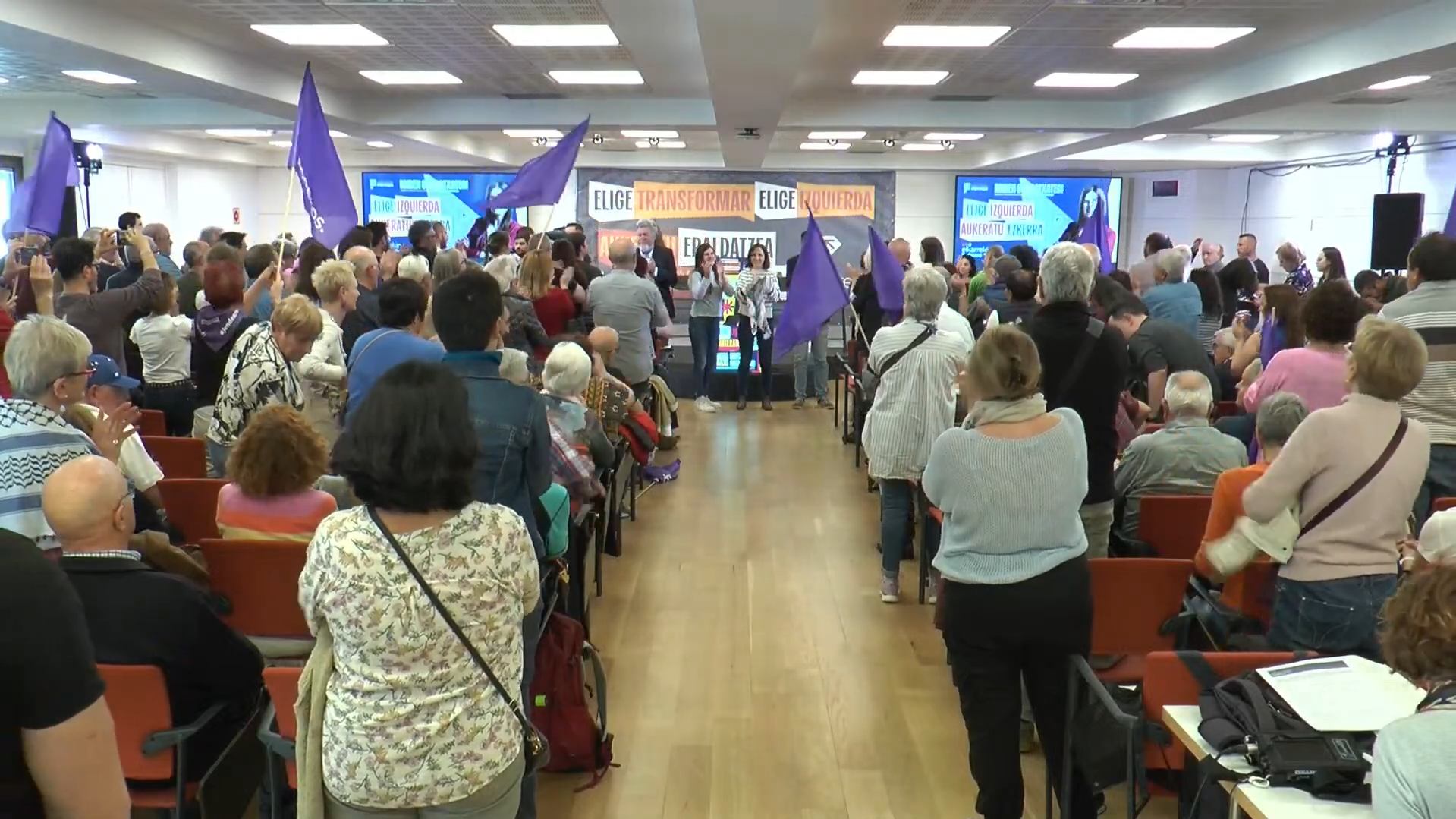
Mitin de Elkarrekin Podemos-Alianza Verde
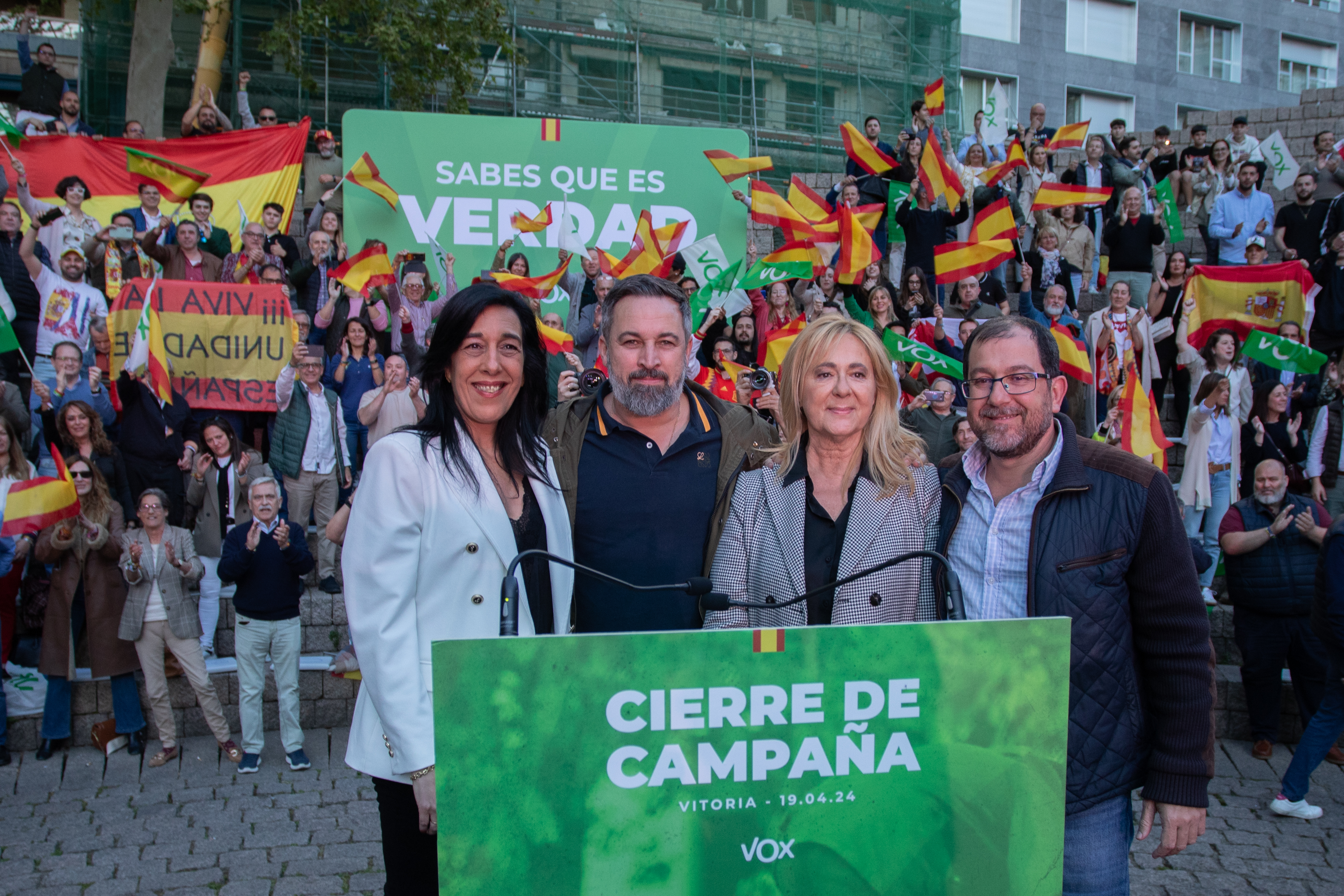
Mitin de Vox

## Encuestas
Encuesta realizada/publicada después de la prohibición legal de las encuestas de opinión.
     Encuesta realizada/publicada a "boca de urna".
     Media de todas las encuestas anteriores a la prohibición legal de las encuestas de opinión.
| Encuestadora/Medio               | Fecha                      | Muestra   | Part. | EAJ-PNV         | EH Bildu            | PSE-EE       | Elkarrekin | Sumar      | PP         | Vox        | Cs     | Elkarrekin-Sumar | PP+Cs   | Dif. |       |   |   |   |     |
| -------------------------------- | -------------------------- | --------- | ----- | --------------- | ------------------- | ------------ | ---------- | ---------- | ---------- | ---------- | ------ | ---------------- | ------- | ---- | ----- | - | - | - | --- |
| Encuestadora/Medio               | Fecha                      | Muestra   | Part. | Resultados 2024 | 21 de abril de 2024 |              | 62,4       | 35,1 27    | 32,5 27    | 14,2 12    | 2,2 0  | 3,3 1            | 9,2 7   | Dif. | 2,0 1 | – | – | – | 2,6 |
|                                  |                            |           |       |                 |                     |              |            |            |            |            |        |                  |         |      |       |   |   |   |     |
| Gizaker/RTVE                     | 21 de abril de 2024        | ¿?        | ¿?    | 35,7 26/28      | 32,9 26/28          | 14,3 10/12   | 3,6 1/2    | 2,6 0/2    | 8,4 7      | –          | –      | –                | –       | 2,8  |       |   |   |   |     |
| Sigma Dos/El Mundo               | 21 de abril de 2024        | ¿?        | ¿?    | 34,2 26/28      | 33,4 27/29          | 13,7 10/11   | 3,0 0/2    | 3,6 1/3    | 6,8 7/8    | 2,0 0/1    | –      | –                | –       | 0,8  |       |   |   |   |     |
| El Mundo                         | 20 de abril de 2024        | ¿?        | ¿?    | ¿? 28           | ¿? 27/28            | ¿? 10/11     | ¿? 0       | ¿? 0/1     | ¿? 6/7     | ¿? 0/1     | –      | –                | –       | ¿?   |       |   |   |   |     |
| The Objective                    | 20 de abril de 2024        | ¿?        | ¿?    | ¿? 27/29        | ¿? 28/30            | ¿? 9/10      | ¿? 0       | ¿? 0/1     | ¿? 6/7     | ¿? 0       | –      | –                | –       | ¿?   |       |   |   |   |     |
| ESdiario                         | 19 de abril de 2024        | ¿?        | ¿?    | ¿? 28           | ¿? 29               | ¿? 11        | ¿? 0       | ¿? 0       | ¿? 7       | ¿? 0       | –      | –                | –       | ¿?   |       |   |   |   |     |
| Onda Cero                        | 19 de abril de 2024        | ¿?        | ¿?    | 35,4 29         | 34,0 29             | 13,2 10      | 2,3 0      | 3,0 0      | 8,3 7      | 2,0 0      | –      | –                | –       | 1.0  |       |   |   |   |     |
| Media Encuestas/RTVE             | 15 de abril de 2024        | ¿?        | ¿?    | 34,6 28         | 34,0 29             | 13,3 10      | 2,4 0      | 3,2 1      | 8,3 7      | 1,9 0      | –      | –                | –       | 0,6  |       |   |   |   |     |
| Data10/Okdiario                  | 15 de abril de 2024        | 1 500     | 61    | 34,2 27         | 34,4 29             | 13,1 10      | 2,2 0      | 3,1 1      | 8,4 7      | 2,3 1      | –      | –                | –       | 0,2  |       |   |   |   |     |
| ElectoPanel/Crónica Vasca        | 15 de abril de 2024        | 1 391     | ¿?    | 34,7 28         | 34,1 29             | 12,9 10      | 2,8 0      | 2,9 0      | 9,1 7      | 2,0 1      | –      | –                | –       | 0,6  |       |   |   |   |     |
| Key Data/Público                 | 15 de abril de 2024        | ¿?        | 62,7  | 34,7 28         | 34,5 29             | 13,2 10      | 2,3 0      | 3,1 1      | 8,5 6/7    | 1,8 0/1    | –      | –                | –       | 0,2  |       |   |   |   |     |
| Sociométrica/El Español          | 15 de abril de 2024        | 1 500     | ¿?    | 33,9 27/28      | 34,8 28/29          | 13,5 10/11   | 2,3 0      | 3,4 0/3    | 8,1 6/7    | 2,0 0/1    | –      | –                | –       | 0,9  |       |   |   |   |     |
| DYM/20Minutos                    | 15 de abril de 2024        | 1 221     | ¿?    | 35,6 28/29      | 36,0 28/29          | 13,7 9/10    | 1,8 0/1    | 2,6 0/1    | 9,6 7/8    | –          | –      | –                | –       | 0,4  |       |   |   |   |     |
| Sigma Dos/El Mundo               | 15 de abril de 2024        | 1 489     | ¿?    | 34,8 26/28      | 34,1 28/30          | 13,6 10/11   | 2,0 0/1    | 3,3 0/2    | 8,5 7/8    | 2,4 0/1    | –      | –                | –       | 0,7  |       |   |   |   |     |
| NC Report/La Razón               | 15 de abril de 2024        | ¿?        | ¿?    | 35,3 28/29      | 34,3 28/29          | 12,3 10      | –          | 3,2 0/1    | 8,8 7/8    | 1,9 0/1    | –      | –                | –       | 1,0  |       |   |   |   |     |
| Hamalgama/Vozpópuli              | 15 de abril de 2024        | 1 000     | ¿?    | 34,8 28         | 33,9 29             | 12,5 10      | –          | –          | 8,3 7      | 2,3 1      | –      | –                | –       | 0,9  |       |   |   |   |     |
| GAD3/ABC                         | 14 de abril de 2024        | 800       | ¿?    | 35,6 27/29      | 34,2 28/30          | 12,6 10      | 2,2 0/1    | 2,9 0/2    | 7,5 6/7    | 2,2 0/1    | –      | –                | –       | 1,4  |       |   |   |   |     |
| 40db/Prisa                       | 14 de abril de 2024        | 1 200     | ¿?    | 34,5 27/28      | 35,4 28/31          | 13,4 10/11   | 2,3 0      | 2,2 0      | 8,2 6/7    | 1,9 0/1    | –      | –                | –       | 0,9  |       |   |   |   |     |
| Target Point/El Debate           | 14 de abril de 2024        | 1 001     | ¿?    | 35,2 28/29      | 33,9 27/28          | 13,3 10/11   | 2,0 0      | 3,5 0/2    | 8,3 7/8    | 1,7 0/1    | –      | –                | –       | 1,3  |       |   |   |   |     |
| Gizaker/EiTB                     | 14 de abril de 2024        | 1 800     | 60,8  | 34,2 26/27      | 34,9 28/29          | 14,0 10/12   | 2,4 0      | 3,8 1/2    | 7,7 7      | 1,5 0      | –      | –                | –       | 0,7  |       |   |   |   |     |
| Ikerfel/El Correo                | 14 de abril de 2024        | ¿?        | ¿?    | 33,8 27         | 34,2 27/28          | 13,3 10/11   | 2,6 0      | 3,8 3      | 8,6 6/7    | 2,1 0/1    | –      | –                | –       | 0.4  |       |   |   |   |     |
| Simple Lógica/elDiario.es        | 12 de abril de 2024        | 946       | ¿?    | 33,8 27/28      | 34,4 28/29          | 12,8 9/10    | 3,0 0/1    | 3,6 2/3    | 7,8 6/7    | 2,0 0      | –      | –                | –       | 0,6  |       |   |   |   |     |
| Celeste Tel/Onda Cero            | 12 de abril de 2024        | ¿?        | ¿?    | 35,5 28         | 33,9 29             | 13,2 10      | 1,9 0      | 3,0 1      | 8,4 7      | 1,8 0      | –      | –                | –       | 1,6  |       |   |   |   |     |
| CIS                              | 10 de abril de 2024        | 4 025     | ¿?    | 32,6-33,5 ¿?    | 34,2-35,1 ¿?        | 13,3-14,1 ¿? | 3,1-3,2 ¿? | 3,1-3,6 ¿? | 6,7-7,0 ¿? | 2,7-3,0 ¿? | –      | –                | –       | 1,6  |       |   |   |   |     |
| GAD3/Mediaset                    | 8 de abril de 2024         | 800       | ¿?    | 35,8 28/29      | 34,2 28/30          | 14,2 10/12   | 2,4 0      | ¿? 0       | 7,8 6/7    | ¿? 0       | –      | –                | –       | 1,6  |       |   |   |   |     |
| Data10/Okdiario                  | 8 de abril de 2024         | 1 500     | ¿?    | 33,7 27         | 33,6 28             | 13,2 10      | 2,7 1      | 3,2 1      | 8,7 7      | 2,2 1      | –      | –                | –       | 0,1  |       |   |   |   |     |
| NC Report/La Razón               | 8 de abril de 2024         | 1 000     | 62,6  | 35,9 28/29      | 33,0 27/28          | 13,0 10      | –          | 3,0 0/1    | 8,6 8      | 1,7 0/1    | –      | –                | –       | 2,0  |       |   |   |   |     |
| Sigma Dos/El Mundo               | 7 de abril de 2024         | 2 089     | ¿?    | 35,0 28         | 32,6 26/28          | 13,4 10/11   | 2,0 0      | 3,6 1/3    | 9,8 7/8    | 2,1 0      | –      | –                | –       | 2,4  |       |   |   |   |     |
| Aztiker/Naiz                     | 5 de abril de 2024         | 1 800     | ¿?    | 33,4 26/28      | 34,0 28/30          | 13,9 11/12   | 3,0 0/1    | 3,1 1/2    | 8,5 6/7    | 2,2 0/1    | –      | –                | –       | 0,6  |       |   |   |   |     |
| Em-analytics/Crónica Vasca       | 2 de abril de 2024         | 1 391     | ¿?    | 34,1 28         | 33,9 28             | 12,4 10      | 2,6 0      | 3,2 1      | 8,6 7      | 2,3 1      | –      | –                | –       | 0,2  |       |   |   |   |     |
| CIS/Gobierno Central             | 1 de abril de 2024         | 4 998     | ¿?    | 36,1 30/31      | 33,0 28/29          | 13,1 10/11   | 2,5 0/1    | 3,7 0/2    | 7,7 5/6    | 1,9 0/1    | –      | –                | –       | 3,1  |       |   |   |   |     |
| Sigma Dos/El Mundo               | 28 de marzo de 2024        | 1 798     | ¿?    | 34,8 27/28      | 32,9 26/27          | 14,7 10/11   | 2,9 0/1    | 3,2 0/2    | 10,0 7/10  | 1,8 0      | –      | –                | –       | 1,9  |       |   |   |   |     |
| Sociómetro/Gobierno Vasco        | 27 de marzo de 2024        | 3 030     | 61,2  | 35,7 29         | 33,7 29             | 13,1 10      | 2,4 0      | 2,8 1      | 7,5 6      | 1,9 0      | –      | –                | –       | 2,0  |       |   |   |   |     |
| 40dB/Prisa                       | 24 de marzo de 2024        | 1 200     | ¿?    | 34,2 25/28      | 33,7 27/28          | 13,8 11/12   | 2,8 0/1    | 3,0 0/2    | 8,1 6/7    | 2,1 1      | –      | –                | –       | 0,5  |       |   |   |   |     |
| EITB/Focus                       | 21 de marzo de 2024        | 1 800     | 61,2  | 36,0 27/28      | 32,7 27/28          | 14,2 11      | 3,7 2      | 2,9 0      | 8,3 7      | 1,4 0      | –      | –                | –       | 3,3  |       |   |   |   |     |
| Electomanía/Cronica Vasca        | 19 de febrero de 2024      | 1 301     | ¿?    | 33,9 27         | 34,2 28             | 11,5 9       | 2,4 0      | 4 3        | 9 7        | 2,5 1      | –      | –                | –       | 0,3  |       |   |   |   |     |
| Electomanía/Cronica Vasca        | 19 de febrero de 2024      | 1 287     | ¿?    | 34,1 27         | 31,5 26             | 14,6 11      | 2,1 0      | 5,1 3      | 8,9 7      | 2,6 1      | –      | –                | –       | 2,6  |       |   |   |   |     |
| Ikerfel/Electrográfica           | 9 de febrero de 2024       | 3 030     | 60,9  | 34,6 27         | 32,4 27             | 14,2 11      | 3,0 1      | 2,7 2      | 7,7 6      | 2,5 1      | –      | –                | –       | 2,2  |       |   |   |   |     |
| Aztiker/Electrográfica           | 5 de febrero de 2024       | ¿?        | ¿?    | ¿? 24/25        | ¿? 24/27            | ¿? 11/12     | [ 56 ]     | [ 56 ]     | ¿? 6/8     | ¿? 1       | –      | ¿? 6             | –       | -    |       |   |   |   |     |
| Ikerfel/Electrográfica           | 4 de febrero de 2024       | 2 400     | 59,9  | 34,3 25/26      | 33,0 27/28          | 15,0 11/12   | ¿? 0       | ¿? 3       | 7,2 6/8    | 1,6 0/1    | –      | –                | –       | 1,4  |       |   |   |   |     |
| Ikerfel/Electrográfica           | 4 de febrero de 2024       | 2 400     | 59,9  | 34,3 25/26      | 33,0 27             | 15,0 11/12   | [ 56 ]     | [ 56 ]     | 7,2 5/6    | 1,6 0/1    | –      | 7,1 4/6          | –       | 1,4  |       |   |   |   |     |
| Gizaker/Electrográfica           | 2 de febrero de 2024       | 1 800     | 64,2  | 35,8 27         | 32,1 26             | 14,8 11      | [ 56 ]     | [ 56 ]     | 7,3 6      | 1,6 0      | –      | 7,2 5            | –       | 3,7  |       |   |   |   |     |
| Gizaker/Electrográfica           | 2 de febrero de 2024       | 1 800     | 64,2  | 35,8 28         | 32,1 26             | 14,8 12      | 4,0 2      | 3,2 1      | 7,3 6      | 1,6 0      | –      | –                | –       | 3,7  |       |   |   |   |     |
| SigmaDos/Electrográfica          | 16 de enero de 2024        | 1 200     | ¿?    | 35,8 28         | 32,0 24/25          | 15,2 11/13   | [ 56 ]     | [ 56 ]     | 8,3 6/7    | 1,3 0      | –      | 7,0 4            | –       | 3,8  |       |   |   |   |     |
| ElectoPanel/Crónica Vasca        | 8 de enero de 2024         | 1 470     | ¿?    | 32,8 26         | 31,9 27             | 14,2 11      | 1,4 0      | 6,3 3      | 9,6 7      | 2,5 1      | –      | –                | –       | 0,9  |       |   |   |   |     |
| Hamalgama Métrica                | 20-27 de diciembre de 2023 | 1 000     | 65    | 37,08 28        | 31,13 26            | 10,61 8      | 4,87 3     | –          | [ 61 ]     | 2,89 1     | [ 61 ] | –                | 10,55 9 | 5,95 |       |   |   |   |     |
| Sociómetro/Gobierno Vasco        | 1 de diciembre de 2023     | ¿?        | 62,0  | 37,1 29         | 29,9 25             | 14,3 11      | 6,5 3      | –          | 8,0 7      | 2,1 1      | –      | –                | –       | 7,2  |       |   |   |   |     |
| Elecciones Generales de 2023     | 23 de julio de 2023        | 1.155.484 | 67,6  | 24,0 17         | 23,9 18             | 25,2 20      | [ 63 ]     | 11,0 9     | 11,4 10    | 2,6 1      | –      | –                | –       | 1,2  |       |   |   |   |     |
| Elecciones Municipales de 2023   | 28 de mayo de 2023         | 1.031.233 | 60,1  | 31,6 26         | 29,2 25             | 16,2 13      | 5,7 3      | –          | 8,3 8      | 0,7 0      | 0,5 0  | –                | –       | 2,4  |       |   |   |   |     |
| Elecciones Juntas Generales 2023 | 28 de mayo de 2023         | 1.024.154 | 60,0  | 35,1 26         | 29,3 24             | 16,5 13      | 7,1 5      | –          | 9,0 7      | 1,5 0      | –      | –                | –       | 5,8  |       |   |   |   |     |
| Sociómetro/Gobierno Vasco        | 18 de septiembre de 2022   | ¿?        | ¿?    | 32,1 25         | 32,5 27             | 17,0 13      | 5,1 3      | –          | 7,9 6      | 2,8 1      | 1,1 0  | –                | –       | 0,4  |       |   |   |   |     |
| Sociómetro/Gobierno Vasco        | 4 de marzo de 2022         | 3.333     | 55,2  | 39,3 31         | 27,3 22             | 14,3 12      | 7,0 4      | –          | [ 61 ]     | 2,7 1      | [ 61 ] | –                | 6,2 5   | 12   |       |   |   |   |     |
| Sociómetro/Gobierno Vasco        | 16 de diciembre de 2021    | 3.333     | 55,5  | 39,6 31         | 27,5 23             | 14,0 10      | 6,7 4      | –          | [ 61 ]     | 2,2 1      | [ 61 ] | –                | 6,7 6   | 12,1 |       |   |   |   |     |
| Sociómetro/Gobierno Vasco        | 8 de octubre de 2021       | 3.333     | 56,2  | 39,4 31         | 27,7 23             | 13,9 11      | 6,8 4      | –          | 6,9 5      | 1,9 1      | –      | –                | –       | 11,7 |       |   |   |   |     |
| Sociómetro/Gobierno Vasco        | 28 de mayo de 2021         | 3.333     | 55,1  | 39,0 31         | 27,5 22             | 13,6 10      | 6,6 4      | –          | 7,7 7      | 1,7 1      | –      | –                | –       | 11,5 |       |   |   |   |     |
|                                  |                            |           |       |                 |                     |              |            |            |            |            |        |                  |         |      |       |   |   |   |     |
| Elecciones 2020                  | 12 de julio de 2020        | 919.629   | 50,   | 39,0 31         | 27,8 21             | 13,6 10      | 8,0 6      | –          | [ 61 ]     | 1,9 1      | [ 61 ] | –                | 6,7 6   | 11,2 |       |   |   |   |     |

## Participación
A continuación se muetra la evolución de la participación a lo largo de la jornada electoral.
|  | 28,05 % |

|  | 14,14 % |

|  | 51,03 % |

|  | 44,38 % |

|  | 62,52 % |

|  | 52,86 % |

## Resultados
A continuación se muestran los resultados definitivos de estas elecciones:
| ← Elecciones al Parlamento Vasco de 2024 → | ← Elecciones al Parlamento Vasco de 2024 →                   | ← Elecciones al Parlamento Vasco de 2024 → | ← Elecciones al Parlamento Vasco de 2024 → | ← Elecciones al Parlamento Vasco de 2024 → | ← Elecciones al Parlamento Vasco de 2024 → | ← Elecciones al Parlamento Vasco de 2024 → | ← Elecciones al Parlamento Vasco de 2024 → |
| Candidatura                                | Candidatura                                                  | Sufragios                                  | Sufragios                                  | Sufragios                                  | Sufragios                                  | Escaños                                    | Escaños                                    |
| Candidatura                                | Candidatura                                                  | Votos                                      | %                                          | ± votos                                    | ± pp                                       | Dip.                                       |                                            |
| ------------------------------------------ | ------------------------------------------------------------ | ------------------------------------------ | ------------------------------------------ | ------------------------------------------ | ------------------------------------------ | ------------------------------------------ | ------------------------------------------ |
|                                            | Partido Nacionalista Vasco (EAJ-PNV)                         | 372 456                                    | 34,82                                      | +22 496                                    | -4,24                                      | 27                                         | 4                                          |
|                                            | Euskal Herria Bildu (EH Bildu)                               | 343 609                                    | 32,13                                      | +94 029                                    | +4,27                                      | 27                                         | 6                                          |
|                                            | Partido Socialista de Euskadi-Euskadiko Ezkerra (PSE-EE)     | 150 752                                    | 14,09                                      | +28 504                                    | +0,45                                      | 12                                         | 2                                          |
|                                            | Partido Popular del País Vasco (PP)                          | 98 144                                     | 9,18                                       | +37 494                                    | +2,51                                      | 7                                          | 2                                          |
|                                            | Sumar (Sumar)                                                | 35 402                                     | 3,31                                       | Nuevo                                      | Nuevo                                      | 1                                          | 1                                          |
|                                            | Vox (Vox)                                                    | 21 696                                     | 2,03                                       | +4127                                      | +0,07                                      | 1                                          | Sin cambios                                |
|                                            |                                                              |                                            |                                            |                                            |                                            |                                            |                                            |
|                                            | Elkarrekin Podemos-Alianza Verde (Podemos-Alianza Verde)     | 23 888                                     | 2,23                                       | −48 225                                    | −5,82                                      | 0                                          | 4                                          |
|                                            | Partido Animalista Con el Medio Ambiente (PACMA/ATTKAA)      | 5585                                       | 0,82                                       | +690                                       | +0,28                                      | 0                                          | 0                                          |
|                                            | Escaños en Blanco/Aulki Zuriak (EB/AZ)                       | 3112                                       | 0,29                                       | +647                                       | +0,02                                      | 0                                          | 0                                          |
|                                            | Por Un Mundo Más Justo (PUM+J)                               | 1683                                       | 0,16                                       | +580                                       | +0,04                                      | 0                                          | 0                                          |
|                                            | Izan                                                         | 1419                                       | 0,13                                       | Nuevo                                      | Nuevo                                      | 0                                          | 0                                          |
|                                            | Partido Comunista de los Trabajadores de Euskadi (PCTE/ELAK) | 666                                        | 0,06                                       | +117                                       | ±0,00                                      | 0                                          | 0                                          |
|                                            | Partido Humanista (PH)                                       | 475                                        | 0,04                                       | +196                                       | +0,01                                      | 0                                          | 0                                          |
|                                            | Ongi Etorri (OE)                                             | 187                                        | 0,02                                       | +123                                       | +0,02                                      | 0                                          | 0                                          |
| Votos en blanco                            | Votos en blanco                                              | 10 523                                     | 0,98                                       | +1983                                      | +0,04                                      | n/a                                        | n/a                                        |
| Votos válidos                              | Votos válidos                                                | 1 069 597                                  | 99,27                                      | +165 255                                   | +0,01                                      | 75                                         | 75                                         |
| Votos nulos                                | Votos nulos                                                  | 7859                                       | 0,73                                       | +1112                                      | -0,01                                      | n/a                                        | n/a                                        |
| Votantes                                   | Votantes                                                     | 1 077 456                                  | 60,02                                      | Participación: · \| \| 60,02 % \| 7,16%    | Participación: · \| \| 60,02 % \| 7,16%    | Participación: · \| \| 60,02 % \| 7,16%    | Participación: · \| \| 60,02 % \| 7,16%    |
| Abstención                                 | Abstención                                                   | 717 757                                    | 39,98                                      | Participación: · \| \| 60,02 % \| 7,16%    | Participación: · \| \| 60,02 % \| 7,16%    | Participación: · \| \| 60,02 % \| 7,16%    | Participación: · \| \| 60,02 % \| 7,16%    |
| Electores                                  | Electores                                                    | 1 795 213                                  | n/a                                        | Participación: · \| \| 60,02 % \| 7,16%    | Participación: · \| \| 60,02 % \| 7,16%    | Participación: · \| \| 60,02 % \| 7,16%    | Participación: · \| \| 60,02 % \| 7,16%    |
|                                            | 60,02 %                                                      |                                            |                                            |                                            |                                            |                                            |                                            |

### Por circunscripción
En la siguiente tabla se muestran los diputados electos y el porcentaje de votos obtenido por cada una de las circunscripciones.
| Circunscripción | EAJ-PNV   | EH Bildu  | PSE-EE   | PP       | Sumar    | Vox     | Total |         |    |
| --------------- | --------- | --------- | -------- | -------- | -------- | ------- | ----- | ------- | -- |
| Circunscripción | Álava     | 7 26,74%  | 8 29,15% | 4 16,20% | 4 15,89% | 1 3,66% | Total | 1 3,68% | 25 |
| Guipúzcoa       | 9 31,38%  | 11 39,82% | 4 13,42% | 1 6,40%  | 0 3,08%  | 0 1,51% | 25    |         |    |
| Vizcaya         | 11 39,08% | 8 28,28%  | 4 13,94% | 2 9,04%  | 0 3,35%  | 0 1,90% | 25    |         |    |

## Investidura del Lendakari
| Fecha                                                    | Voto             | PNV | EH Bildu | PSE-EE | PP | Sumar | Vox | Total |
| -------------------------------------------------------- | ---------------- | --- | -------- | ------ | -- | ----- | --- | ----- |
| Fecha                                                    | Voto             |     |          |        |    |       |     | Total |
| 20 de Junio del 2024 Mayoría requerida: Absoluta (38/75) | Imanol Pradales  | 27  |          | 12     |    |       |     | 39/75 |
| 20 de Junio del 2024 Mayoría requerida: Absoluta (38/75) | Pello Otxandiano |     | 27       |        |    |       |     | 27/75 |
| 20 de Junio del 2024 Mayoría requerida: Absoluta (38/75) | Abstención       |     |          |        | 7  | 1     | 1   | 9/75  |
| 20 de Junio del 2024 Mayoría requerida: Absoluta (38/75) | Ausentes         |     |          |        |    |       |     | 0/75  |